# Spilomicrus flavipes
Spilomicrus flavipes är en stekelart som beskrevs av Thomson 1858. Spilomicrus flavipes ingår i släktet Spilomicrus, och familjen hyllhornsteklar. Arten är reproducerande i Sverige.